# 不破亨
不破 亨（ふわ とおる、1940年1月27日 - ）は、日本の薬学者。国立大学法人広島大学特別顧問。東京市小石川区（現・東京都文京区）出身。

## 略歴
- 1969年 東京大学大学院薬学系研究科博士課程修了
- 東京大学薬学部製剤学教室助手を経て、1974年、湧永製薬株式会社に入社
- 中央研究所長、研究開発本部長、研究開発総括などを務め、2007年 取締役副会長（2018年3月退任）

- 2007年に国立大学法人広島大学経営協議会の委員に就任し、2009年からは同大学の特別顧問として現在に至っている。
- また1987年から2018年まで広島バイオテクノロジー推進協議会の会長を務めた。

## 業績
紫綬褒章受章の対象となった業績は、「DNA標識法及び遺伝子診断技術の開発」に関するものである。
従来、遺伝子の解析には、放射性物質で標識されたDNAが用いられていたが、取扱いの困難さや被曝・汚染の危険性など研究の発展に大きな制約があった。不破享は、非放射性物質によるDNA標識法を開発し、それを利用したMRSA診断薬やHLAタイピング試薬等の遺伝子検査薬を開発した。
また、このDNA標識法は、国内外13社にライセンスされ、世界中の遺伝子解析研究やゲノム解読研究にも利用されている。不破が開発した、安全で汎用性のある非放射性DNA標識法の開発によって、迅速･簡易で効率的な遺伝子検査が実現し、世界の遺伝子解析研究やヒトゲノム解析プロジェクトの推進に貢献した。
1977年、合成遺伝子によってヒトのたんぱく質ソマトスタチンを大腸菌で生産した City of Hope National Institute 教授、板倉啓壱は不破亨の親友で、彼との長年にわたる共同研究は、「遺伝子工学」の確立と展開に寄与した。

## 受賞歴
- 1985年4月　第44回注目発明選定証「27－デスアミドセクレチンおよびその製造法」により科学技術庁長官から受賞
- 1999年4月　科学技術庁長官賞　研究功績者「DNA標識法及び遺伝子診断技術研究」により科学技術庁長官から受賞
- 2003年4月　紫綬褒章[1]
- 2011年11月　旭日小綬章[2]

## 生い立ち
父親は不破龍登代（東京大学卒、東京薬科大学教授、三楽病院薬局長で、日本病院薬剤師会長、及び日本公定書協会の初代会長を務め、「調剤学、薬剤学」を体系化した功労者、日本薬学会有功会員、勲三等瑞宝章受章）で、長男として生まれた不破亨は、薬学に興味をもち、研究者として活動することを目指した。
義兄の原昭二（東京大学卒）も薬学者で、「薬化学」を専攻、日本薬学会有功会員、紫綬褒章、勲三等瑞宝章を受賞している。